# Bettany Hughes
Bettany Mary Hughes (Oxford, 14 maggio 1967) è una storica, scrittrice e conduttrice televisiva inglese, specializzata in storia classica. I suoi libri hanno coperto gran parte dell'antichità classica e del mito, così come la storia di Istanbul e Bisanzio. È attivamente coinvolta negli sforzi per promuovere l'insegnamento dei classici nelle scuole pubbliche del Regno Unito. Nel 2019 è stata nominata Ufficiale dell'Ordine dell'Impero Britannico.

## Biografia
Hughes, figlia degli attori Peter ed Erica Hughes e sorella del giocatore di cricket e giornalista Simon Hughes, è cresciuta nella zona ovest di Londra.  Ha studiato a Notting Hill e a Ealing. Ha frequentato la Ealing High School e successivamente l'Università di Oxford, proseguendo al St. Hilda's College, laureandosi in storia antica e moderna.

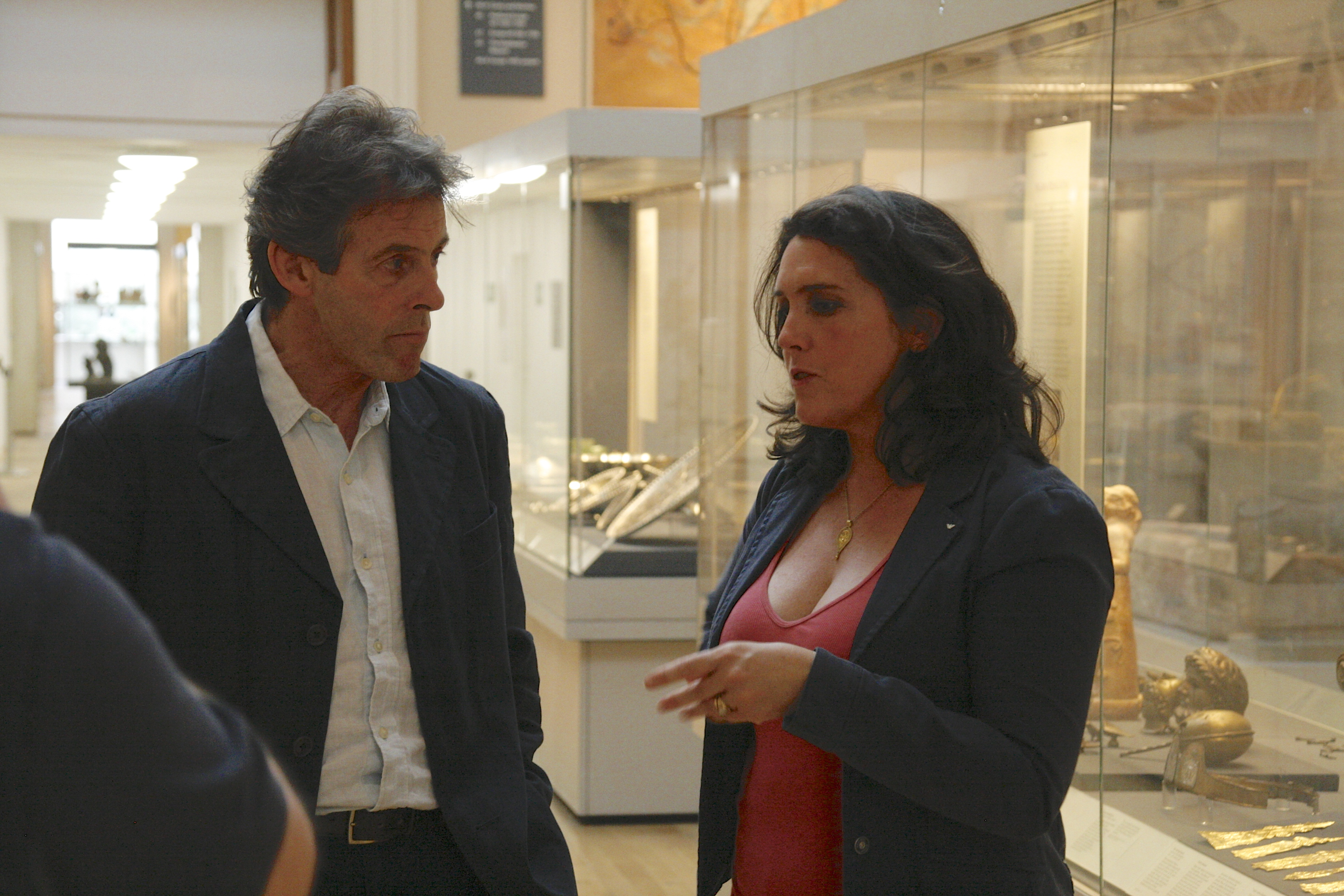
Bettany Hughes parla con Ralph Jackson, curatore delle collezioni romano-britanniche al British Museum, durante le riprese di "I tesori segreti della Gran Bretagna" al British Museum

È Visiting Research Fellow al King's College di Londra, Honorary Fellow alla Cardiff University e ha conseguito un dottorato honoris causa alla York University.
Hughes ha scritto e presentato molti documentari e serie sui temi della storia antica e moderna, sia del Regno Unito che internazionale. Nel 2009 ha ricevuto il Naomi Sargant Special Award per l'eccellenza nella trasmissione educativa, e nel 2012 il Norton Medlicott Award per i servizi alla storia dalla Historical Association, di cui è membro onorario.
Ha anche tenuto molte conferenze e discorsi didattici. Nel 2010 ha tenuto la conferenza "Ta Erotika: The Things of Love" presso l'Hellenic Institute of Royal Holloway (un college dell'Università di Londra),  e nel 2011 ha partecipato alla conferenza "Huw Wheldon Memorial" organizzata dalla Royal Television Society.  Nel 2011 ha presieduto il Women's Fiction Award, l'unico premio annuale per i libri di narrativa scritti da donne nel Regno Unito.
Hughes è patrona di "The Iris Project", un ente di beneficenza che promuove l'insegnamento del latino e del greco nelle scuole pubbliche del Regno Unito; è anche patrona onoraria di "Classics For All", una campagna nazionale per le lingue classiche e lo studio dell'antico le civiltà tornano all'istruzione pubblica. È consulente della Foundation for Science, Technology and Civilization, che mira a promuovere progetti di collaborazione su larga scala tra Oriente e Occidente.
Nel 2014 è stata nominata Distinguished Friend dell'Università di Oxford.  Nel 2016, Hughes ha tenuto l'annuale "Voltaire Lecture" per la British Humanist Association. È stata eletta membro della Society of Antiquaries of London il 3 marzo 2017. Nel 2019 è stata nominata Ufficiale dell'Ordine dell'Impero Britannico (OBE) per la sua servizi alla storia. 
In qualità di divulgatrice, ha realizzato vari reportage storici e documentari per canali come BBC One, BBC Two, BBC Four, Channel 5, History o ITV.

## Vita privata
Hughes è sposata con Adrian Evans. La coppia ha due figli. Lei è vegetariana.

## Opere
- Helen of Troy: Goddess, Princess, Whore (2005)[22]
- The Hemlock Cup: Socrates, Athens and the Search for the Good Life (2010)[23] - è stato incluso nell'elenco dei bestseller del New York Times, scelto come "Libro dell'anno" dal Daily Telegraph,[24]  presentato come "Libro della settimana" su BBC Radio 4.[25]  È stato anche selezionato per un Writer's Guild Award.[26]
- Istanbul: A Tale of Three Cities (2017)[27] - selezionato per il Runciman Award nel 2018.[28]
- Venus and Aphrodite (2019)[29] -  selezionato nel 2021 per il Runciman Award.[30]

### Altri scritti
- "Helen of Troy: Goddess, Princess, Whore" – European Cultural Centre of Delphi, XIII International Meeting On Ancient Drama 2007, The Women in Ancient Drama, Symposium Proceedings
- "Terrible, Excruciating, Wrong-Headed And Ineffectual: The Perils and Pleasures of Presenting Antiquity to a Television Audience" – Dunstan Lowe, Kim Shahabudin (ed.), Classics for All: Reworking Antiquity in Mass Culture. Newcastle upon Tyne: Cambridge Scholars Publishing, 2009, ISBN 978-1443801201